# Sigmatomera (Austrolimnobia) maiae
Sigmatomera (Austrolimnobia) maiae is een tweevleugelige uit de familie steltmuggen (Limoniidae). De soort komt voor in het Neotropisch gebied.